# Протестантизм в Бурунди
Протестантизм в Бурунди — одно из направлений христианства в стране. По данным энциклопедии «Религии мира» Дж. Г. Мелтона в 2010 году в Бурунди насчитывалось 1,35 млн протестантов и ещё 0,75 млн англикан. За последние 10 лет число сторонников протестантских церквей в стране значительно выросло; в 2000 году в Бурунди было 800 тыс. протестантов и 500 тыс. англикан.

## Исторический обзор
Первыми протестантскими миссионерами на территории современной Бурунди были немецкие лютеране, прибывшие сюда в 1907 году. Однако после Первой мировой войны, с установлением бельгийской администрации, немецкая миссия прекратила своё служение. 
В 1925 году в страну прибыл Давид Делхов, бельгийский миссионер Церкви адвентистов седьмого дня. 
В 1928 году в Бурунди прибыли датские баптистские миссионеры Иоганн и Нильс Андерсены. В 1931 году они запустили первую баптистскую церковь в стране. В 1960 году был создан Союз баптистских церквей Руанды-Урунди, который распался через два года с провозглашением независимости Бурунди. Впоследствии, баптисты Бурунди создали Союз баптистских церквей в Бурунди. 
В 1930-х года в Бурунди появляется ряд новых протестантских деноминаций: американские квакеры (1932 год), Свободная методистская церковь (1935 год) и плимутские братья (1938 год).  
Церковное миссионерское общество (англиканское) начало служение в 1934 году. На волне религиозного пробуждения, которое прокатилось в 1930-х годах по восточной Африке, англикане сумели значительно расширить своё присутствие в Бурунди. В 1965 году была образована епархия Буе, охватывающая всю территорию страны; в том же году был поставлен первый национальный епископ. В 1992 году была создана самостоятельная Епископальная церковь Бурунди. В 2005 году церковь сменила название на Англиканская церковь Бурунди. 
В 1935 году в Бурунди начали служение пятидесятники из Шведской свободной миссии. Впоследствии пятидесятнические общины страны сформировали Сообщество пятидесятнических церквей Бурунди. На волне духовного пробуждения 1990-х годов Сообщество стало крупнейшей протестантской организацией Бурунди.

## Современное состояние
Прихожанами пятидесятнических и харизматических церквей Бурунди являются 13,4% населения страны. Большинство из них — это верующие Сообщества пятидесятнических церквей Бурунди (ок. 1 млн). В стране также действуют другие пятидесятнические церкви; это Пятидесятническое евангельское братство Африки (28 тыс., с 1975 года), Церковь Бога (3 тыс. прихожан, с 1962 года), Пятидесятническая церковь «Елим» (4 тыс., с 1994 года), Международная церковь четырёхстороннего Евангелия (5 тыс.), Объединённая пятидесятническая церковь (1 тыс.), пятидесятническая церковь святости. Харизматическая Живая церковь объединяет 70 тыс. прихожан.
Англиканская церковь Бурунди разделена на 7 епархий и объединяет 750 тыс. прихожан (2010 год). Отколовшаяся от англикан Церковь Бога в Бурунди насчитывает 2 тыс. прихожан. Членами 243 адвентистских церквей являются 114 тыс. человек. Союз баптистских церквей Бурунди насчитывает 36 тыс. крещённых членов; Свободная баптистская церковь Бурунди — 12 тыс. Евангелическая лютеранская церковь Бурунди сообщает о 2 тыс. прихожанах.
Ряд церквей Бурунди относятся к движению святости. Это Церковь «Эммануил» (12 тыс.), Евангельская епископальная церковь (42 тыс.), Союз методистских церквей (60 тыс.) и назаряне. В стране также имеются общины квакеров (16 тыс.), плимутских братьев (5 тыс.) и Новоапостольской церкви (2 тыс.).
Часть протестантских церквей Бурунди объединены в Национальный совет церквей, который, в свою очередь связан со Всемирным советом церквей. 